# Peregocetus pacificus
Peregocetus pacificus (лат.) — вид вымерших млекопитающих из семейства Protocetidae инфраотряда китообразных. Типовой и единственный в роде Peregocetus. Ископаемые остатки обнаружены в слоях, датированных эоценом (лютетский ярус), на территории Перу.

## Название
Родовое название Peregocetus образовано от лат. pereger — «путешествовать за границу» и cetus — «кит»; видовое название pacificus дано в честь Тихого океана, на древнем побережье которого были найдены остатки.
Ранее ископаемые остатки первых китообразных находили только в Азии.

## Описание
Новые вид и род описаны Оливье Ламбером и коллегами в 2019 году на основании голотипа MUSM 3580, представляющего из себя частичный скелет, содержащий: челюсти с зубами; грудные, поясничные, крестцовые и хвостовые позвонки; ребра и элементы грудины.
В длину Peregocetus pacificus достигал 4 м. Китообразное имело четыре лапы и хвост, похожий на хвост выдры и бобра, могло как плавать, так и ходить по суше. Из примитивных черт строения у него были длинная морда и небольшие копытца на ногах.